# Ga Cao Xá
Ga Cao Xá là một nhà ga xe lửa tại xã Cao An huyện Cẩm Giàng tỉnh Hải Dương. Nhà ga là một điểm của đường sắt Hà Nội - Hải Phòng và nối với ga Cẩm Giàng với ga Hải Dương.